# Dan Panther

Dan Panther est une revue de l'éditeur de petit format Aventures et Voyages qui a eu douze numéros de juillet 1965 à juin 1966. Mensuel éphémère publiant les aventures de Dan Panther de Santo D'Amico, celle de Pecos Bill ainsi que celles de Diavolo, corsaire de la Reine de Mario Sbaletta. 

## Les Séries
- Dan Panther (Santo D'Amico, Roberto Diso) : nos 1 à 12.
- Diavolo, corsaire de la Reine (Mario Sbaletta) : nos 1 à 5, 7 à 12.
- Pecos Bill (Guido Martina et Raffaele Paparella, Dino Battaglia, Pier Luigi De Vita, Gino D'Antonio, Francisco Gamba, Leone Cimpellin) : nos 1 à 12.